# Chris Weller
Chris Weller (* 17. Januar 1957 als Christoph Weller) ist ein deutscher Pianist und Komponist.

## Leben
Weller ist Sohn des früheren Schapbacher Bürgermeisters Felix Weller und dessen Frau Hedwig. Er wuchs in Schapbach (seit 1974: Bad Rippoldsau-Schapbach) auf. 1977 machte er das Abitur am Hausacher Gymnasium, danach studierte er an der Hochschule für Musik in Freiburg, schloss das Musikstudium jedoch nicht ab, sondern spielte in Bands und bildete sich in Workshops weiter. Er arbeitete auch als Studiomusiker, vor allem als Pianist und Keyboarder.
Weller lebt in Murnau am Staffelsee, Oberbayern, ist verheiratet und hat eine Tochter.

## Karriere als Musiker
Weller arbeitete als Musiker in Produktionen mit u. a. Nina Hagen, Zucchero, Udo Lindenberg, Shirley Bassey, Jennifer Rush, Helen Schneider, Gianna Nannini, Patricia Kaas, den Scorpions, Xavier Naidoo, Chaka Khan, Nena, Uwe Ochsenknecht und dem Royal Philharmonic Orchestra London.

## Karriere als Komponist
Weller komponierte in Zusammenarbeit mit Curt Cress für Film- und Fernsehproduktionen, wie Wetten, dass..?, Pilawas Quizshows, Sportschau, Deathwatch, SOKO 5113 (Episode Das Urteil), Aktenzeichen XY ungelöst, Tatort Berlin, SK Kölsch, Helicops, Verliebt in Berlin, Bianca – Wege zum Glück, Anna und die Liebe,  Alisa – Folge deinem Herzen sowie Lena – Liebe meines Lebens.